# 루딘 스쿨
루딘 스쿨은 영국의 가장 오래된 사립학교 중의 하나이다. 1284년에 설립되었으며 웨일스 북부 덴비셔의 루딘에 위치하여 있다. 1990년부터는 남녀공학으로 전환하였다.

## 학교 연혁
1284년: 개교
1574년: 가브리엘 굿맨에 의해서 재설립
1893년: 현재 학교 건물로 이전
1984년: 학교 설립 700주년 기념 여왕 엘리자베스 2세 학교 방문
2006년: 체육관 개관

## 교육
2013년 A Level 시험 성적에서 A* 및 A 등급 60%로 영국 전체 사립학교 중 79위 (텔레그래프 일간지)의 결과를 올렸다.

## 참조주
1. ↑  ; The Telegraph website; accessed 11/06/2014